# Jamie MacDonald
James MacDonald (Broxburn, 17 april 1986) is een Schots voetballer (doelman) die sinds 2014 voor de Schotse tweedeklasser Falkirk FC uitkomt. Voordien speelde hij voor Heart of Midlothian FC .
Macdonald debuteerde op 16 augustus 2008 voor Hearts FC in de uitwedstrijd tegen Rangers FC. De wedstrijd werd met 2-0 verloren.

## Zie ook

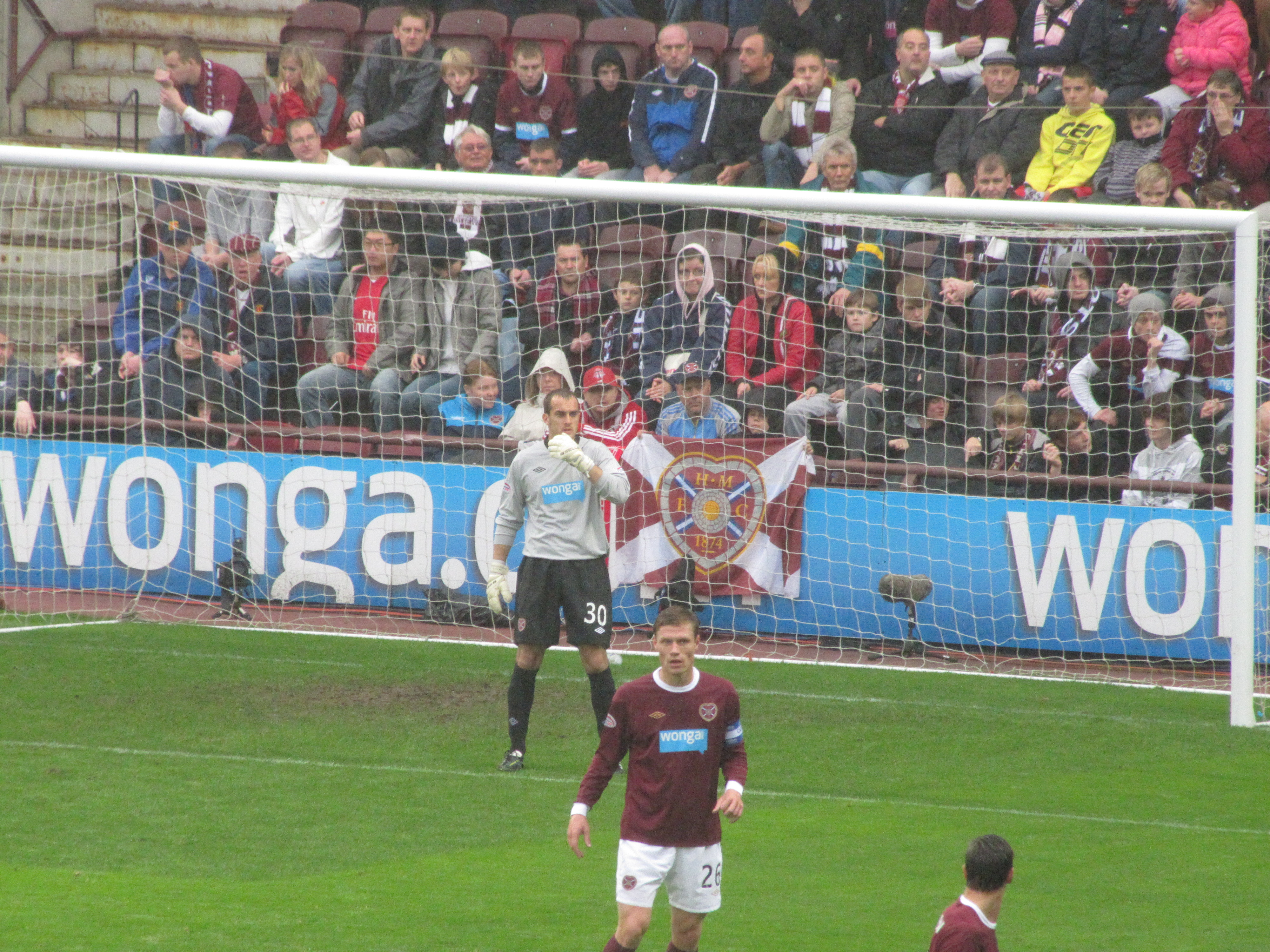
MacDonald in actie voor Hearts FC in de thuiswedstrijd tegen Celtic (2:0)